# Vangeli Rabbula

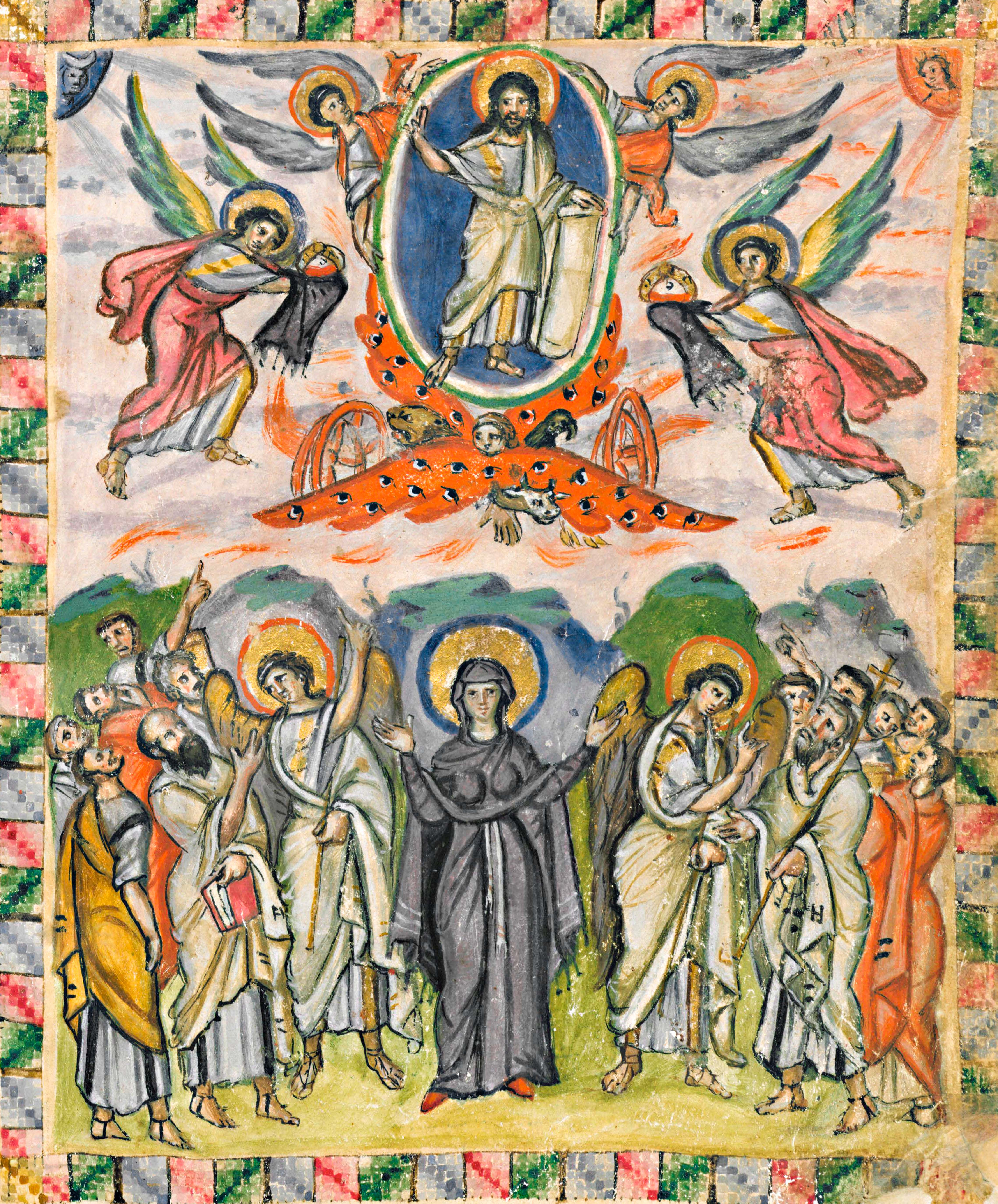
Folio 13v dei Vangeli Rabbula con miniature dell'Ascensione.

I Vangeli Rabbula o Vangeli Rabula, (Firenze, Biblioteca Medicea Laurenziana, cod. Plut. I, 56) sono costituiti da un manoscritto miniato del Vangelo, in lingua siriaca, risalente al VI secolo. Si tratta di una delle più belle opere di miniatura bizantina prodotte in Asia e uno dei primi manoscritti cristiani con grandi miniature, che si distingue per la predilezione del miniatore nei confronti dei colori vivaci, del movimento, del dramma e dell'espressionismo. Provenendo da un periodo dal quale è pervenuto a noi pochissimo materiale ma che ha visto un grande sviluppo dell'iconografia cristiana, il manoscritto ha un posto significativo nella storia dell'arte ed è molto spesso citato.
Studi recenti suggeriscono che in realtà il manoscritto, nella sua forma attuale, fu messo insieme nel XV secolo e che le illustrazioni in miniatura erano in origine presenti in uno o più libri diversi.

## Descrizione

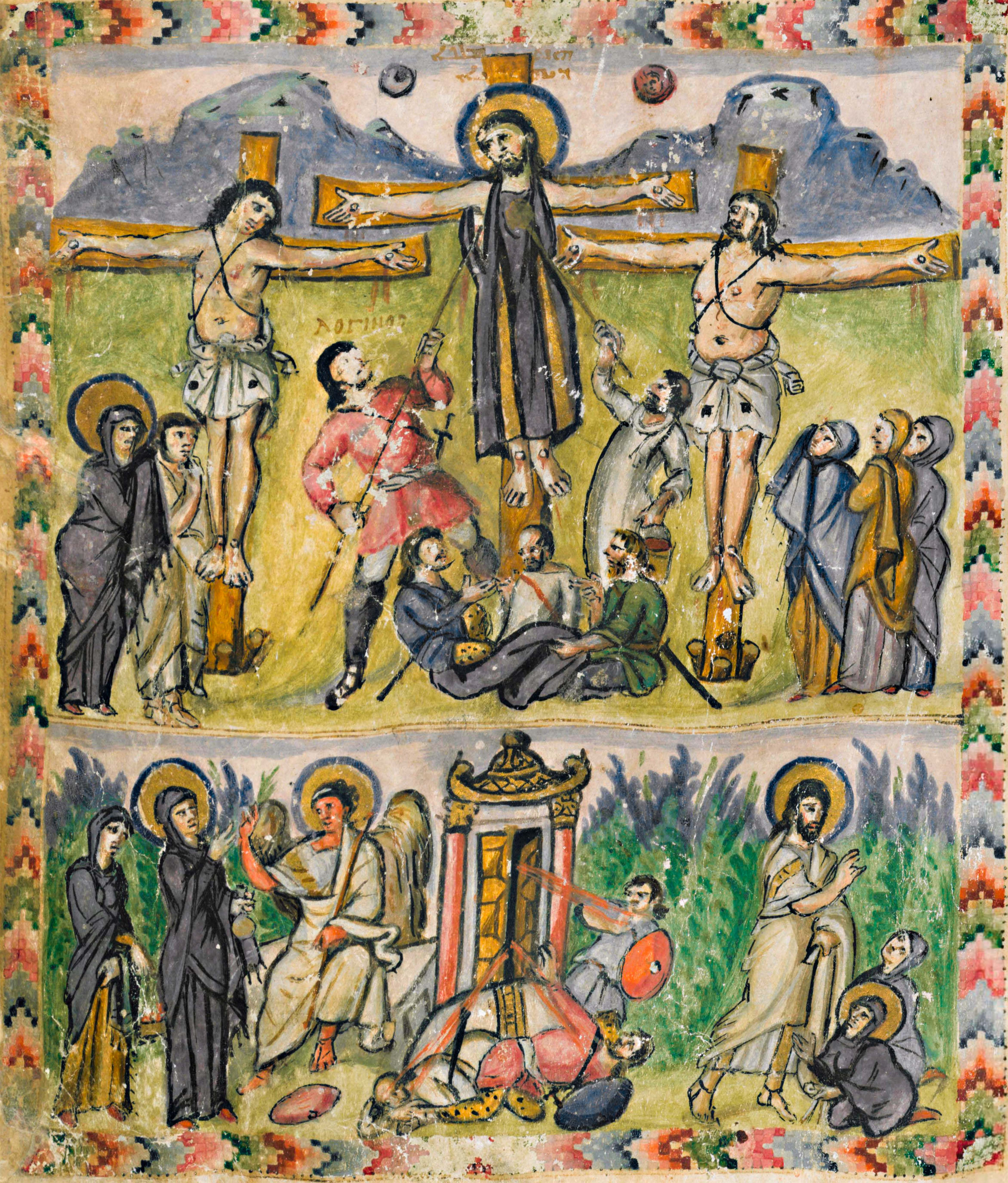
La prima crocefissione in un manoscritto miniato, dai Vangeli Rabbula.

I Vangeli furono completati nel 586 nel monastero di san Giovanni di Zagba (in siriaco ܒܝܬ ܙܓܒܐ e traduzione Bēṯ Zaḡbā), al tempo nel nord della Mesopotamia ed oggi tra Antiochia (Turchia) e Apamea (Siria). Il manoscritto venne firmato, dai suoi scribi, Rabbula (in siriaco ܪܒܘܠܐ e traduzione Rabbulā) del quale non si sa nulla. Nella condizione attuale i fogli hanno una dimensione di 34 cm x 27 cm. ma la loro dimensione originale non è nota in quanto gli stessi sono stati rifilati nel corso di precedenti rilegature. Il testo è scritto con inchiostro nero o marrone scuro in due colonne di un numero variabile di righe. Ci sono note scritte con inchiostro rosso nella parte inferiore di molte delle colonne. Il testo è la versione Peshitta della traduzione dei Vangeli in lingua siriaca.
Il manoscritto è miniato con il testo incorniciato da elaborati motivi floreali e architettonici. I canoni evangelici sono impostati in arcate ornate con fiori e uccelli. Il miniatore, come appare evidente, si è un po' ispirato all'arte ellenistica (figure drappeggiate) ma si è basato soprattutto sulle tradizioni ornamentali della Persia. Le miniature dei Vangeli Rabbula, in particolare quelle che rappresentano la Crocifissione, l'Ascensione e la Pentecoste, sono immagini realistiche con una cornice decorativa formata da zigzag, curve, arcobaleni e così via. La scena della Crocifissione è la più antica a noi pervenuta in un manoscritto miniato e mostra la forma orientale dell'immagine all'epoca. Vi è una miniatura degli Apostoli con un nuovo dodicesimo membro (dopo la perdita di Giuda); questo non è un evento menzionato nei Vangeli canonici (anche se è menzionato nel capitolo 1 degli Atti degli Apostoli) e non è quasi mai presente nell'arte tarda. L'artista doveva essersi formato nella tradizione illusionista classica ed aveva una mano competente e pratica, piuttosto che un talento eccezionale; ma le immagini sopravvissute di questo periodo sono così rare che le sue immagini sono estremamente preziose per mostrare lo stile e l'iconografia della sua epoca.

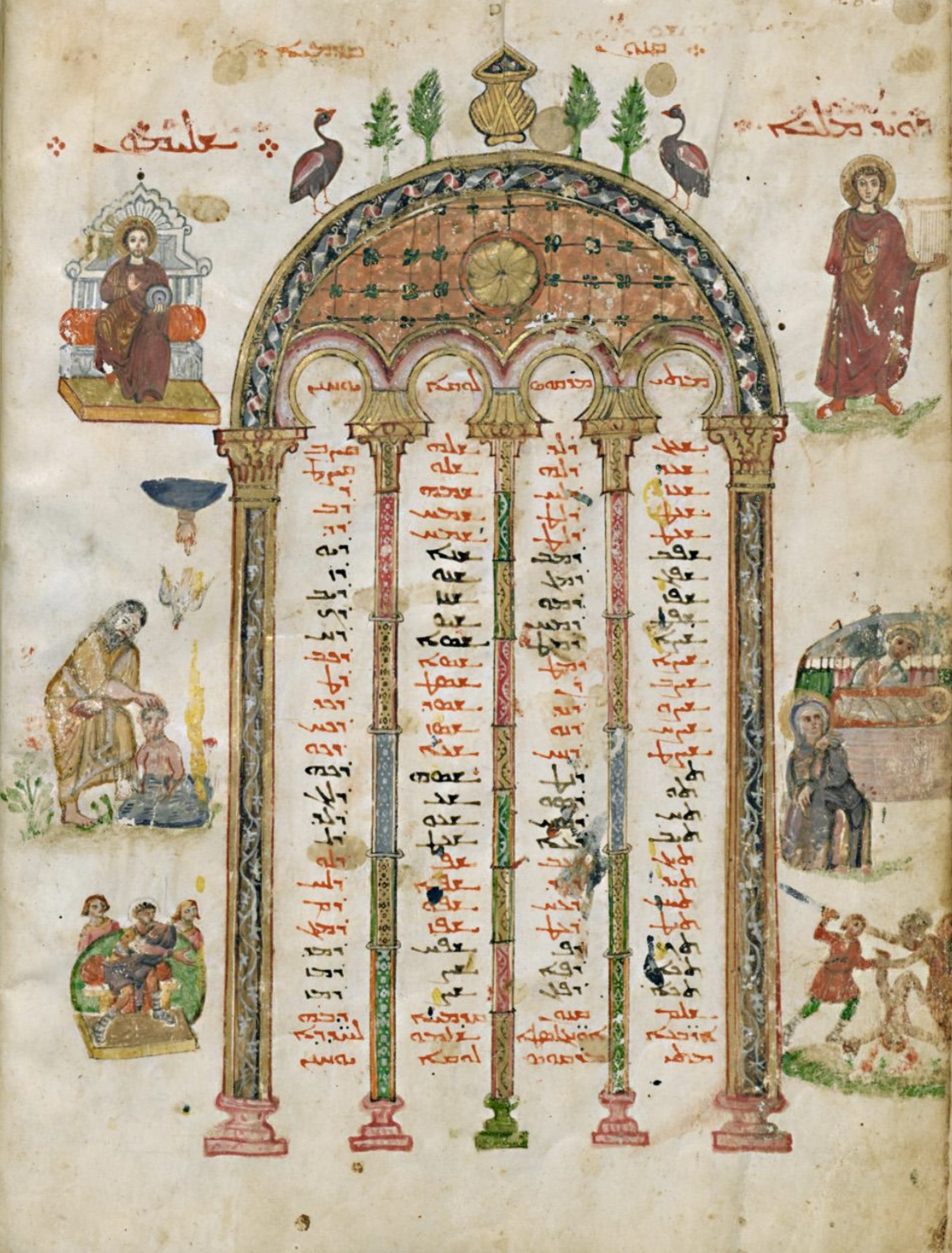
Folio 4v dei Vangeli Rabbula con i canoni eusebiani, armonizzazione dei quattro Vangeli, con miniature marginali.

L'orientalista francese Edgard Blochet (1870–1937) ha sostenuto che alcuni dei fogli del manoscritto, tra cui la serie pittorica, erano una interpolazione di immagini realizzate non prima del X o XI secolo. Dal momento che le didascalie originali che accompagnano le miniature sono dello stesso carattere paleografico del testo principale del manoscritto, questa teoria è stata respinta da Giuseppe Furlani e da Carlo Cecchelli nel commento del facsimile delle miniature pubblicato nel 1959. Ma i dubbi sull'unitarietà globale del manoscritto non sono stati ancora dissolti. Gli studiosi hanno proposto che il testo del 586 è stato solo associato alle miniature del XV secolo e che le stesse miniature sono state prese da almeno un altro manoscritto originale e provengono da due diverse fonti.
La storia del manoscritto, dopo la sua compilazione, è molto vaga fino all'XI secolo, quando si trova nel monastero di Maiphuc nella provincia di Byblos-Libano. Nel tardo XIII secolo o nel primo XIV si trova nel monastero di Qannubin nella valle di Qadisha. Nel tardo XV secolo o nel primo XVI venne portato dal patriarca maronita alla Biblioteca Medicea Laurenziana di Firenze dove si trova nel XXI secolo.

## Grandi miniature
- fol. 1a Elezione dell'apostoloMatteo da parte degli altri undici
- fol. 1b La Vergine Maria con il Bambino Gesù
- fol. 2a Christ receives a book from two monks (dedication) / I santi Eusebio, Cesarea e Ammonio ad Alessandria d'Egitto
- fol. 3b-12b I canoni eusebiani con piccole miniature marginali
- fol. 9b Matteo e Giovanni
- fol. 13a Crocifissione di Cristo / Tre Marie al sepolcro
- fol. 14a Ascensione di Cristo / Cristo con quattro monaci
- fol. 14b Discesa dello Spirito Santo a Pentecoste